# Polazna
Polazna (en russe : Березники) est une commune urbaine de Russie située dans le kraï de Perm.

## Géographie
La ville est à 30 km au nord de Perm.

## Personnalités
- Youri Troutnev (1956-): homme politique russe